# Han Jinsuo
Han Jinsuo (ur. 15 marca 1959) – chiński biathlonista, olimpijczyk. 
Uczestnik Zimowych Igrzysk Olimpijskich 1980. Podczas zawodów w Lake Placid, gdzie Chińska Republika Ludowa debiutowała w zimowej wersji igrzysk olimpijskich, wystartował w sprincie. Zajął 46. miejsce wśród 50 startujących biathlonistów.

## Osiągnięcia

### Zimowe igrzyska olimpijskie
| Rok  | Miejscowość | Konkurencje | Konkurencje | Konkurencje | Konkurencje | Konkurencje | Konkurencje | Konkurencje |
| Rok  | Miejscowość | IN          | SP          | PU          | MS          | RL          | MR          | SR          |
| ---- | ----------- | ----------- | ----------- | ----------- | ----------- | ----------- | ----------- | ----------- |
| 1980 | Lake Placid | –           | 46.         | nd.         | nd.         | –           | nd.         | –           |